# Philip Lehr
Philip Lehr (* 3. Juni 1993 in Berlin) ist ein deutscher Eishockeytorwart, der seit 2019 bei den Hannover Indians in der Oberliga unter Vertrag steht.

## Spielerkarriere
Philip Lehr lernte bei den Eisbären Juniors Berlin das Eishockeyspielen. In der Saison 2008/09 kam er zu ersten Einsätzen in der Jugendbundesliga für den ECC Preussen Berlin sowie in der Deutschen Nachwuchsliga. In der folgenden Saison 2009/10 hütete er das Tor für die Jungadler Mannheim. Diese Saison sowie die Playoffs beendete er mit dem besten Gegentorschnitt aller Torhüter und er konnte die Meisterschaft feiern. Die Saison 2010/2011 beendete er erneut mit dem besten Gegentorschnitt. Am 19. November 2011 konnte Lehr beim 3:1-Sieg der Heilbronner Falken gegen die Lausitzer Füchse seinen ersten Einsatz bei den Profis verzeichnen. Es folgten Einsätze für die Roten Teufel Bad Nauheim sowie für FASS Berlin in der Oberliga West bzw. Ost. In der Saison 2013/2014 stand er wieder für die Heilbronner Falken im Gehäuse. Zwischen 2015 und 2017 stand er bei den Nürnberg Ice Tigers unter Vertrag und kam per Förderlizenz bei den Blue Devils Weiden aus der Oberliga Süd zum Einsatz.
Lehr wurde im 2012 im USHL Entry Draft in der 19. Runde an insgesamt 275. Stelle von den Tri City Storm ausgewählt.
In der Spielzeit 2017/18 stand er im Kader der Füchse Duisburg in der Oberliga.

### International
Lehr bestritt 2011 2 Spiele für Deutschland bei der U18-Junioren-Weltmeisterschaft. Er war im deutschen Kader bei der U20-Weltmeisterschaft 2013, wurde jedoch nicht eingesetzt.

## Erfolge und Auszeichnungen
- 2010 DNL-Meister mit den Jungadler Mannheim